# Hans Dahlerup
Hans Birch Dahlerup, född 25 augusti 1790, död 26 september 1872, var en danskfödd österrikisk friherre och sjömilitär. Han var bror till Valdemar Dahlerup.
Dahlerup blev officer vid flottan 1806, kommendörkapten 1840 och kommendör 1847. Han deltog med utmärkelse i kriget mot Storbritannien 1807-14 och råkade under tiden tre gånger i brittisk fångenskap. Åren 1815-19 var han i kofferditjänst men återinträdde 1819 i aktiv tjänst och var lärare vid Søkadetakademiet 1822-26. År 1849 gick Dahlerup i österrikisk tjänst för att reorganisera den österrikiska flottan och utnämndes omedelbart till viceamiral och chef för marinen. Under 1849 års krig mot Italien bidrog han verksamt till Venedigs intagande men lämnade, sedan han 1851 upphöjts till friherrligt stånd, på grund av intriger Österrikes tjänst och återvände till Danmark. År 1861 återinträdde han i österrikisk tjänst men tog, sedan Österrike 1864 invecklats i krig med Danmark, slutgiltigt avsked 1865 och framlevde sina sista år i Danmark. Dahlerups memoarer utgavs i fyra band 1908-12.